# Estudios sobre la flora de las Islas de Juan Fernández
Estudios sobre la flora de las Islas de Juan Fernández (abreviado Estud. H. Juan Fernandez) es un libro de botánica que fue escrito por el botánico y micólogo alemán Friedrich Richard Adelbart Johow. Fue publicado en el año 1896.